# Strelkinite
La strelkinite è un minerale appartenente al gruppo della carnotite.